# Coulounieix-Chamiers
Coulounieix-Chamiers – miejscowość i gmina we Francji, w regionie Nowa Akwitania, w departamencie Dordogne.
Według danych na rok 1990 gminę zamieszkiwały 8403 osoby, a gęstość zaludnienia wynosiła 387 osób/km² (wśród 2290 gmin Akwitanii Coulounieix-Chamiers plasuje się na 45. miejscu pod względem liczby ludności, natomiast pod względem powierzchni na miejscu 470.).